# Volker Finke
Volker Finke (Nienburg/Weser, 24 marzo 1948) è un ex calciatore e allenatore di calcio tedesco, di ruolo centrocampista.

## Carriera
Ha legato la sua carriera di allenatore al Friburgo, che ha guidato dal 1991 al 2007. Con i suoi 16 anni alla guida del club, ha detenuto il record di allenatore per più tempo alla guida della stessa squadra del calcio tedesco fino al 17 settembre 2023, quando è stato superato da Frank Schmidt.
Dal 2013 al 2015 ha guidato la Nazionale di calcio del Camerun, che ha condotto alla qualificazione alla Coppa del Mondo 2014 e alla Coppa d'Africa 2015. Eliminato al primo turno da entrambe le competizioni, nell'ottobre 2015 ha rassegnato le dimissioni dalla guida della nazionale africana.

## Palmarès

### Allenatore

#### Competizioni nazionali
- 2. Fußball-Bundesliga: 2

Friburgo: 1992-1993, 2002-2003